# Bikády György
Bikády György (Nyergesújfalu, 1920. május 20. – Budapest, 1973. január 22.) magyar színész.

## Életpályája
1944–1946 között a Színiakadémia hallgatója volt. 1945–1949 között a Szegedi Nemzeti Színház szerződtette. 1949–1951 között a Budapesti Operettszínházhoz került. 1951–1954 között a Vígszínházban játszott. 1954–1956 között a József Attila Színházban volt látható. 1956–1963 között a Vidám Színpad és a Kis Színház szerződtette. 1963-ban nyugdíjba vonult. 1969-ben szívbetegsége miatt abbahagyta a színjátszást.
Sírja a Farkasréti temetőben található (27-7-53).

## Színházi szerepeiből
- Székely Endre–Hámos György: Aranycsillag… Gulyás bajtárs
- Móricz Zsigmond: Nem élhetek muzsikaszó nélkül… Balázs
- Barta Lajos: Zsuzsi… Balog

## Filmjei
- A harag napja (1953) – Cseh katona
- Föltámadott a tenger 1-2. (1953) – Gyurka apja
- Leszámolás (1953, rövid játékfilm)
- Rákóczi hadnagya (1953)
- Én és a nagyapám (1954) – Daru
- Simon Menyhért születése (1954) – Petőfi Sándor, a kocsis
- Különös ismertetőjel (1955)
- Mindenki iskolája (1955, rövid játékfilm)
- Hannibál tanár úr (1956)
- A nagyrozsdási eset (1957)[2]
- Felfelé a lejtőn (1958)
- Ki mint veti ágyát… (1959, rövid játékfilm)
- Merénylet (1959)
- Szemed a pályán… (1959, rövid játékfilm)
- Az ígéret földje (1961)
- Délibáb minden mennyiségben (1961)
- A dohányzásról (1965, rövid rajz-játékfilm) (hang)

## Szinkronszerepei
| Év   | Cím                                   | Szereplő   | Színész          | Szinkron év |
| ---- | ------------------------------------- | ---------- | ---------------- | ----------- |
| 1952 | Hűtlen asszonyok (1. magyar szinkron) | ?          | ?                | 1954        |
| 1955 | Ők ketten                             | N/A        | N/A              | 1956        |
| 1957 | Csendes Don (1. magyar szinkron)      | Hrisztonya | Mihail Vasziljev | 1958        |
| 1957 | Svejk, a derék katona 2.              | Baloun     | Milan Neděla     | 1958        |
| 1958 | A szemközti ház                       | Mamocskin  | Sztyepan Krilov  | 1960        |
| 1959 | A béke első napja                     | N/A        | N/A              | 1960        |
| 1959 | Kezedben az élet                      | N/A        | N/A              | 1960        |
| 1959 | Magány                                | N/A        | N/A              | 1960        |